# جوزيه راموس
جوزيه راموس (بالإنجليزية: Jose Ramos)‏ هو شخصية أعمال أمريكي، ولد في 1965.